# Civita
Civita é uma comuna italiana da região da Calábria, província de Cosenza, com cerca de 1.124 habitantes. Estende-se por uma área de 27 km², tendo uma densidade populacional de 42 hab/km². Faz fronteira com Cassano allo Ionio, Castrovillari, Cerchiara di Calabria, Francavilla Marittima, Frascineto, San Lorenzo Bellizzi.

## Demografia
| Variação demográfica do município entre 1861 e 2011                               |
|                                                                                   |
| Fonte: Istituto Nazionale di Statistica (ISTAT) - Elaboração gráfica da Wikipedia |